# Clare College
Il Clare College è un college dell'Università di Cambridge, il secondo più antico tra quelli attuali dopo il Peterhouse.
Il Clare è celebre per il coro della cappella e per i suoi giardini, che formano parte dell'area nota come i Backs (la parte posteriore dei college prossima al fiume Cam). Il Master attuale è Lord Anthony Grabiner.

## Storia
Il college fu fondato nel 1326 dal Rettore dell'università Richard de Badew e fu chiamato University Hall. Ospitando però solo due fellows, si trovò presto in difficoltà economiche. Nel 1338 il college fu rifondato con il nome di Clare Hall grazie ad un lascito da parte di Elisabetta de Clare, nipote di Edoardo I, a favore di 20 fellows e 10 studenti.
Il college fu chiamato Clare Hall fino al 1856, quando venne rinominato Clare College. (Un nuovo Clare Hall fu fondato dal Clare per i postgraduates nel 1966).

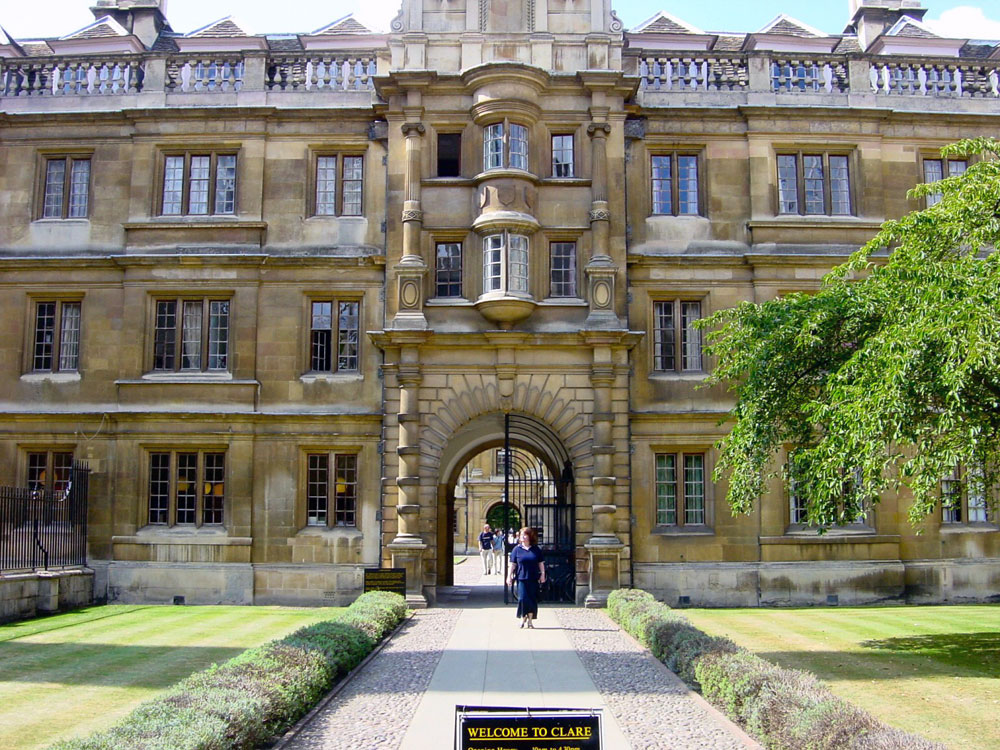
Facciata della Old Court

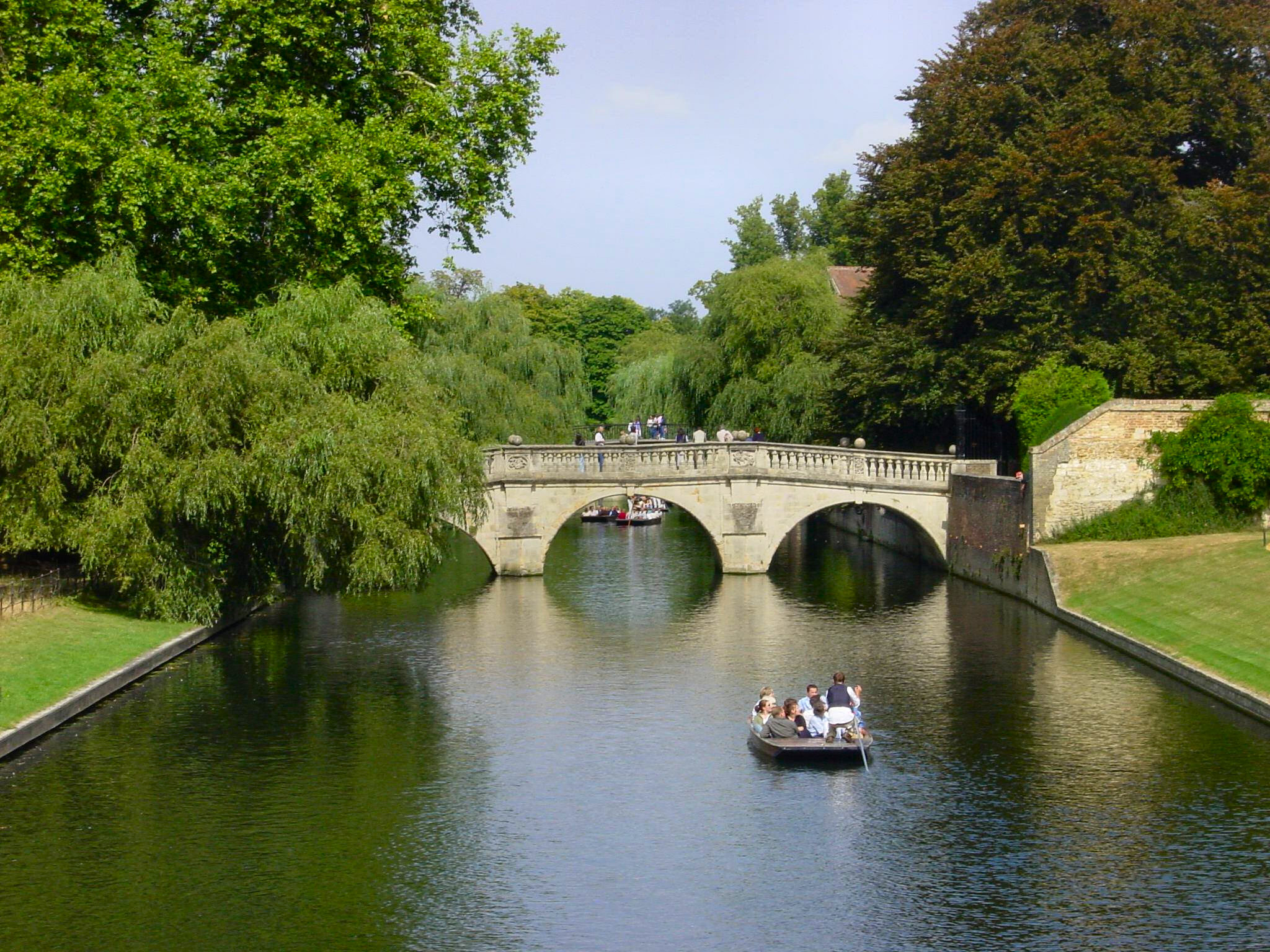
Clare Bridge, sul fiume Cam

La Old Court (Corte vecchia) del Clare, che incornicia la cappella del King's College come lato sinistro di una delle più celebrate viste architettoniche di tutta l'Inghilterra, fu costruita tra il 1638 ed il 1715, con una lunga interruzione dovuta alla Guerra Civile. Il periodo comprende l'arrivo del vero classicismo nell'architettura britannica. L'evoluzione può essere osservata nelle marcate differenze tra l'ala più antica, a nord, che ha ancora volte ed altre caratteristiche dello stile gotico inglese e l'ala meridionale, la più recente, che mostra uno stile classico completamente articolato.
La cappella del college fu costruita nel 1763 su progetto di James Burrough. La pala d'altare è un'Annunciazione di Cipriani.
Il Clare ha un ponte sul fiume molto fotografato, che possiede quattordici sfere di pietra come decorazione. In realtà, una sezione di una delle sfere è mancante. Su questo esiste una serie di storie apocrife - la più frequentemente raccontata dai membri del college è che il costruttore originale del ponte non fu completamente pagato per l'opera e rimosse così una parte per compensare la differenza nel pagamento. Una spiegazione più convincente è che un cuneo di pietra cementato nella sfera come parte di una riparazione si sia staccato e sia caduto nel fiume, dove probabilmente è tuttora. La riparazione è necessaria quando una sfera di pietra si consuma attorno alla barra di metallo sulla quale è attaccata al ponte; un cuneo di pietra viene rimosso dalla base della sfera (attorno alla barra) per liberarla, viene poi ruotata lateralmente, si trapana un buco alla nuova base per ospitare la barra e la fessura a forma di cuneo viene riempita con della nuova pietra. Questo si può osservare in altre sfere dello stesso ponte, dove la cucitura tra la sfera principale e il cuneo di sostituzione è visibile, anche se difficile da notare, dato che una sfera riparata è sempre allineata in modo tale da avere il nuovo cuneo verso l'esterno.
Il ponte è il più antico tra quelli attualmente esistenti a Cambridge.

## Vita nel college
Il Clare è uno dei college più musicali di Cambridge. Molti studenti suonano strumenti, l'orchestra ed il coro attirano alcuni tra i migliori giovani musicisti inglesi. Ospita popolari serate Jazz e Drum and bass nelle cantine ed un May Ball ogni anno.
Grande enfasi viene posta sulle attività extra-curriculari, oltre che allo studio. I nuovi studenti vengono tradizionalmente invitati ad avere una vita sociale e ad esplorare al massimo il loro potenziale. Il Clare utilizza un sistema di selezione puramente meriticratico che assegna punti per il potenziale accademico e non, e fu ampiamente apprezzato per essere stato il primo college a rendere pubblici i dettagli della procedura di selezione.
Il Clare è un college molto liberale. Il gruppo dei Socialist Workers vi si riunisce, alcuni studenti sono stati arrestati per varie azioni dirette di protesta. Un'attitudine liberale viene presa nelle serate di jazz e commedia. Il giornale studentesco, Clareification (un gioco di parole con "chiarimento"), pubblicato dalla Union of Clare Students, è pieno di articoli satirici che prendono in giro le tradizioni di Cambridge e pettegolezzi sul college. Viene spesso criticato dagli accademici per il contenuto leggero.

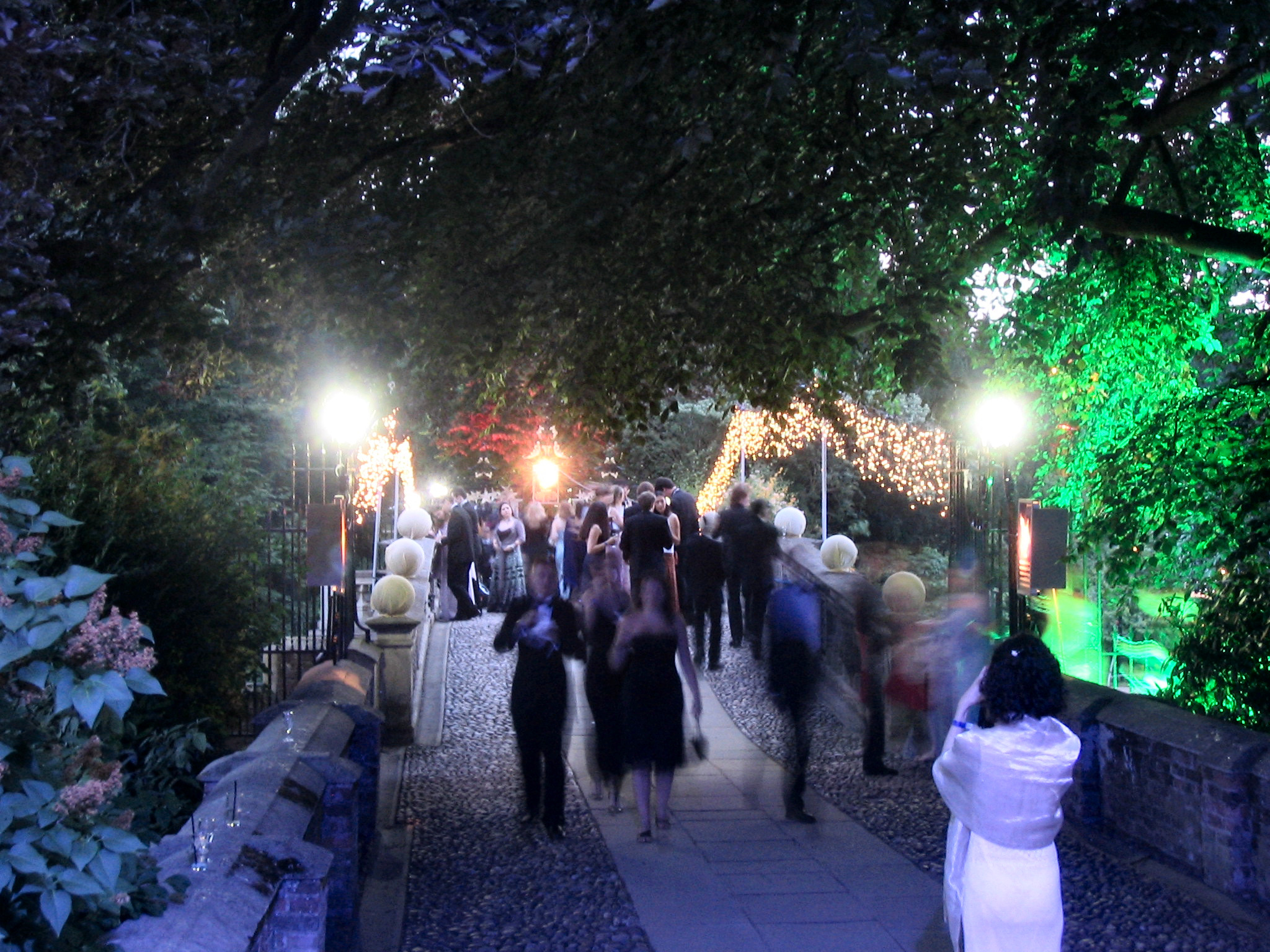
Il Clare è uno dei college che ospitano ogni anno il May Ball, durante il quale viene decorato sontuosamente.